# 欧阳华 (1958年)
欧阳华（1958年—），汉族，中华人民共和国政治人物、第十一届全国政协委员。
加入中国农工民主党，担任农工党中央常委、北京市委副主委、中国科学院地理科学与资源研究所副所长。2008年，当选第十一届全国政协委员，代表中国农工民主党，分入第十组。